# 塞尔赖恩
塞尔赖恩是奥地利蒂罗尔州因斯布鲁克兰县的一个市镇。总面积62平方公里，总人口1338人，人口密度21.6人/平方公里（2011年）。